# Семяшкин, Гавриил Прокопьевич
Гавриил Прокопьевич Семяшкин (1888—1937) — революционер, буровой мастер, Герой Труда (1921).

## Биография
Родился 18 марта 1888 года в селе Ижма.
Был вторым ребенком в большой семье и рано начал трудиться. Работал у богатых оленеводов на нефтяных промыслах Ухты, на лесозаводе «Стелла Поларе», который находился в районе современного г. Нарьян-Мара.
Окончил сельхозприходскую школу, освоил слесарное, кузнечное, лудильное, литейное дело, паровые машины и буровые станки.
Был участником революционных событий на Печоре, устанавливал советскую власть в Ижемских селах и деревнях.
Будучи на службе рядовым 478-го стрелкового полка 54-й стрелковой дивизии 6-й армии Северного фронта, 22 марта 1920 года Семяшкин написал заявление в Химическую секцию Архангельского губсовнархоза, в котором просил командировать его в Ухту «для спасения бурового имущества как государственной собственности». Бывший буровой мастер ухтинских промыслов был отозван из Красной Армии и направлен как уполномоченный Архангельского губсовнархоза на Ухту для взятия под охрану всего ценного из промыслового имущества и налаживания работы промыслов. 10 апреля 1920 года он пешком пошёл из Архангельска в Ухту, куда добирался около месяца. Здесь он разыскал рабочих, знакомых с нефтяным делом, старых товарищей: из Усть-Ухты, Ижмы, Гама, Сизябска, Мохчи, Мошьюги потянулись люди на промысел.
Задание Г. П. Семяшкину было дано такое:

«…организовать в Ухте из бывших работников на промыслах комитет и принять на учёт в ведение совнархоза все ценное промысловое имущество, как-то: два американских буровых станка с паровыми двигателями в 25 лошадиных сил каждый, мастерскую со станками и паровым двигателем, буровые инструменты, обсадные трубы, моторную лодку и пр.».

В 1920—1921 годах Семяшкин был буровым мастером, а с августа 1921 года стал официально заведующим промыслом и по существу единственным специалистом горного дела всего Печорского уезда. Вместе с рабочими он восстанавливал скважины, ремонтировал инструменты и механизмы, что остались от дореволюционных предпринимателей, запустил керосиновый завод, принадлежавший некогда инженеру Гансбергу (на Водном).
Семяшкин сумел наладить производство. Керосиновый завод и солеварня обеспечивали добытыми, пусть и кустарным способом, нефтью, керосином, солью окрестные села и деревни. Семяшкин был организатором первых коммунистических субботников и воскресников, за что ему в 1921 году было присвоено звание Герой труда РСФСР.
В связи с тяжелыми условими работы в глухой тайге, нехваткой продовольствия, одежды, обуви — промысел у реки Ухты заглох. Семяшкин уехал в село Ижму, где работал заведующим механической мастерской. В 1923 году он был одним из открывателей Нерчинского угольного месторождения — первого месторождения Печорского угольного бассейна. Работал на лесозаводе в устье Печоры, близ которого стал строиться г. Нарьян-Мар.
Умер Г. П. Семяшкин в 1937 году в селе Ижме, где и был похоронен.

## Память
В 1968 году, к 25-летию города, бывший Первомайский переулок в Ухте был назван улицей Семяшкина, на доме № 1 была установлена его мемориальная доска. Также его именем названа улица в Ижме.

## Награды
- Герой Труда (1921).